# Kikori
Kikori is een nederzetting in Papoea-Nieuw-Guinea.
De plaats ligt in de rivierdelta van de Kikori rivier aan de noordpunt van de golf van Papua. De plaats heeft een gemiddelde regenval van 584 centimeter per jaar. Het vliegveld Kikori vliegveld is gevestigd in de plaats.